# Sclerometer
Een sclerometer (Griekse skleros betekent "hard") is een instrument waarmee een mineraloog de hardheid van materialen kan meten (dmv de Hardheidsschaal van Mohs). Het werd uitgevonden in 1896 door Thomas Turner, de eerste hoogleraar van de metallurgie in Groot-Brittannië.
Met het toestel wordt een steeds grotere druk via een diamanten punt op het te testen oppervlak uitgeoefend. De druk waarbij er een kras ontstaat, is evenredig met de hardheid.
Ingenieurs maken gebruik van een Schmidthamer – een sclerometer met veer om de hardheid van beton te meten, zonder het aan destructieve proeven te onderwerpen. Dit type sclerometer bestaat uit een stalen hamer die door een veer wordt aangespannen. Wanneer de veer wordt losgelaten, werpt de hamer met een vaste reproduceerbare snelheid, een metalen stootstang binnen een hol geleidingsstuk.
De terugslagafstand van deze hamer is dan een maat voor de oppervlaktehardheid van het beton.